# Martin Mortensen
Pour les articles homonymes, voir Mortensen.
Martin Mortensen, né le 5 novembre 1984 à Herning, est un coureur cycliste danois.

## Biographie
Martin Mortensen devient, en 2002, champion du Danemark du contre-la-montre dans la catégorie juniors. Trois ans plus tard, il remporte à nouveau ce titre dans la catégorie espoirs, où il finit à la deuxième place de la course en ligne.  Depuis 2007, il est membre de l'équipe continentale danoise Designa Køkken. Dans ses deux premières saisons, il réalise en France deux bons résultats, lors du Grand Prix de Dourges et lors de la première étape de la Boucle de l'Artois.
Il rejoint l'équipe ProTour Leopard-Trek en 2011.

## Palmarès
- 2000
  - 3e du championnat du Danemark du contre-la-montre juniors
- 2001
  - 2e du championnat du Danemark du contre-la-montre par équipes juniors
- 2002
  -  Champion du Danemark du contre-la-montre juniors
- 2004
  - 2e du championnat du Danemark du contre-la-montre par équipes
  - 3e du championnat du Danemark sur route espoirs
- 2005
  -  Champion du Danemark du contre-la-montre espoirs
  - Tour de Moselle :
    - Classement général
    - 2e et 4e (contre-la-montre) étapes

  - 2e du championnat du Danemark sur route espoirs
  - 3e du championnat du Danemark du contre-la-montre par équipes
- 2006
  -  Champion du Danemark du contre-la-montre par équipes
  - Circuit Jean Bart
  - 2e du championnat du Danemark du contre-la-montre espoirs
- 2007
  - Post Cup
  - Grand Prix de Dourges-Hénin-Beaumont
  - 2e du Grand Prix de la ville de Nogent-sur-Oise
- 2008
  - 1re étape de la Boucle de l'Artois
  - Duo normand (avec Michael Tronborg)
  - 2e du championnat du Danemark du contre-la-montre par équipes
  - 3e de la Boucle de l'Artois
- 2010
  - 2e du Grand Prix Herning
- 2011
  - 2e du championnat du Danemark sur route
- 2013
  - 2e étape du Tour de Normandie
  - 4e étape du Tour de Slovaquie
  - 2e du Grand Prix Herning
  - 2e de la Destination Thy
  - 2e du Tour d'Overijssel
- 2014
  - Czech Cycling Tour :
    - Classement général
    - 2e étape

  - 2e du championnat du Danemark du contre-la-montre par équipes
- 2015
  - Velothon Wales
  - 2e du championnat du Danemark sur route
- 2016
  - Tro Bro Leon
- 2017
  - 2e du championnat du Danemark du contre-la-montre par équipes
  - 3e du Randers Bike Week
- 2018
  - 2e de la Gooikse Pijl
  - 3e du championnat du Danemark du contre-la-montre par équipes

### Classements mondiaux
| Année           | 2005 | 2006 | 2007 | 2008 | 2009 | 2010 | 2011 | 2012 | 2013 | 2014 | 2015 | 2016 | 2017   | 2018 |
| --------------- | ---- | ---- | ---- | ---- | ---- | ---- | ---- | ---- | ---- | ---- | ---- | ---- | ------ | ---- |
| UCI Europe Tour | 603e | 829e | 183e | 288e |      | 135e |      |      | 102e | 188e | 133e | 313e | 1 111e | 569e |